# Discographie pirate de Led Zeppelin
 (septembre 2009).
La discographie pirate de Led Zeppelin est abondante. Durant les années 1970, le groupe de rock britannique était l'un des groupes les plus souvent piratés, rivalisant sur le podium de tête, avec les Rolling Stones et Aerosmith. Ce phénomène est dû à l'immense popularité du groupe à cette période.
Le manager de Led Zeppelin, Peter Grant, a pris parfois des mesures extraordinaires pour combattre le piratage durant les concerts. Il visitait souvent les disquaires londoniens pour vérifier qu'ils ne vendaient pas de disques pirates du groupe et les détruisait s'il en trouvait. Il filmait également la foule pendant les concerts pour repérer les équipements d'enregistrement pirate. À Vancouver en 1971, il a lui-même détruit ce qu'il pensait être un équipement d'enregistrement qu'il avait vu au milieu du public et a découvert plus tard que c'était en fait un appareil de mesures sonores de la ville qui testait le volume durant le concert.

## 1968
- 30 décembre ; Spokane
Lifetime Guarantee
Alpha & Omega
Live at Gonzaga 1968

## 1969

### 1retournéeaméricaine
- 5 janvier ; Los Angeles
Live At Whisky A Go-Go!!!
- 10 janvier ; San Francisco
For Your Love
Shonen Zep / Young Zep
Fillmore West San Francisco 1/10/69
- 11 janvier ; San Francisco
Birth of the Gods
Listen to this Luis
- 12 janvier ; San Francisco
California ´69
- 23 janvier ; Boston
Complete Boston Tea Party
Boston After Dark
- 26 janvier ; Boston
Kiling Floor
Tight But Loose
- 31 janvier ; New York
East West
New York in the Wind
- 1er février ; New York
Legendary Fillmore Tapes Vol.1
- 2 février ; Toronto
The Rockpile Canada 2/2/1969
Absolutely Gems
- 14 février ; Miami
Snowblind
Yellow Zeppelin
Miami 1st. gen. Remastered

### 1retournéescandinave
- 14 mars ; Stockholm
Stockholm
Missing Links
- 15 mars (après-midi) ; Gladsaxe
Copenhagen
Many More Early Times
Denmark ´69
Led Zeppelin is a Gas
- 15 mars (soirée) ; Brøndby
Led Zeppelin is a Gas
- 17 mars ; Gladsaxe
Danish TV 1969
Danish TV & Studio Sessions

### 3etournéeanglaise
- 19 mars ; Londres
Sunshine Woman
- 22 mars ; Birmingham
Blighty
- 25 mars ; Middlesex
Riverside Blues

### 2etournéeaméricaine
- 24 avril ; San Francisco
Fillmore West 69
Blues Anytime
Dancing Avocado
Fillmore 69
- 25 avril ; San Francisco
California ´69
- 26 avril ; San Francisco
Smokestack Lightning
Graham´s Superb Vol. 1
- 27 avril ; San Francisco
American Beauty
San Francisco 27.4.69
The Jimi Page Experience
The Devils Blues
Grahams Superb Vol.2
- 19 mai ; Boston
Masters of Excess
Pat's Delight
- 25 mai ; Maryland
Red Snapper Deluxe
- 27 mai ; Boston
Complete Boston Tea Party
- 30 mai ; New York
The Legendary Fillmore Tapes Vol.2

### 4etournéeanglaise(+ interludeParis)
- 20 juin ; Newcastle
Blighty
- 25 juin ; Paris
Hideaway

### 3etournéeaméricaine
- 6 juillet ; Newport
Jazz
Jazz But Rock
- 20 juillet ; Cleveland
Cleveland 1969
- 21 juillet ; New York
Schaefer Music Festival
TWIST
- 25 juillet ; Milwaukee
STROLL ON!
Out of the Hangar
- 8 août ; San Bernadino
Summer of ´69
- 17 août ; Wallingford
Red Snapper Deluxe
- 18 août ; Ontario
Complete Rockpile Show
Hideaway
Absolutely Gems
- 31 août ; Dallas
Don't Mess With Texas
Texas Pop
Plays Pure Blues

### Préparation de la4etournéeaméricaine
- 12 octobre ; Londres
Ballroom Blitz
Triumphant UK Return

### 4etournéeaméricaine
- 30 octobre ; Buffalo
Buffalo 69
Headliner
Buffalo 1969
Pat's Delight
When A Glass Was Thrown
- 2 novembre ; Toronto
Beast of Toronto
Listen To My Bluebird
- 6 novembre ; San Francisco
The End of 69
C'mon Everybody
The Reel Master
Winterland Party
- 7 novembre ; San Francisco
Winter of Our Content
LZ 129

## 1970

### Tournée de promotion du second album
- 8 janvier ; Bristol
The Bristol Stomp
- 9 janvier ; Londres
Royal Albert Hall
Jimmy's Birthday Party
Royal Albert Hall 1970 master edition
Strange Tales From the Road
Historical Birthday

### 2etournéescandinave
- 23 février ; Helsinki
Fixin' to Die
- 28 février ; Copenhague
Dancing With the Snow Queen
The Nobs

### 1retournéeeuropéenne
- 9 mars ; Vienne
Stepmothers
Live in Vienna 1970
Wein Kounselthos
- 10 mars ; Francfort
Mystery European Gig
- 11 mars ; Hambourg
Everybody, Everybody
- 12 mars ; Düsseldorf
Bring It on Home
Dancing Days
Ein Traum wird wahr
Dusseldorf 1970
Raw Master
- 14 mars ; Montreux
We're Gonna Groove
Divinity
Intimidator
Charisma

### 5etournéeaméricaine
- 21 mars ; Vancouver
Mudslide
Pb
Ultimate Mudslide
- 25 mars ; Denver
Denver 1970
- 27 mars ; Inglewood
LA Jive
- 28 mars, Houston
Texas, Two Steps
- 29 mars ; Houston
Texas, Two Steps
- 5 avril ; Baltimore
Some Things Never Pass
- 8 avril ; Raleigh
Fearsome Four Live on Stage
American Accents
World Champion Drummer
- 9 avril ; Tampa
First Choice
Tampa 1st. gen.
- 14 avril ; Ottawa
Parliament Hill
- 17 avril ; Memphis
Memphis
- 18 avril ; Phoenix
The Nebula
Desert Storm

### Préparation de la6etournéeaméricaine
- 28 juin ; Shepton Mallet
Bath 1970
1970.06.28 Shepton Mallet
Immigrant Song / Out on the Tiles
- 12 juillet ; Berlin
Checkpoint Charlie

### 6etournéeaméricaine
- 15 août ; New Heaven
Rare Short Party
- 17 août ; Hampton
Live in Hampton 1970
- 21 août ; Tulsa
Tulsa Hillbilly
You Gotta Be Cool
Sharky Goes West
- 31 août ; Milwaukee
Latest Summer
Milwaukee
- 2 semptembre ; Oakland
Two Days Before
Live On Blueberry Hill II
- 3 septembre ; San Diego
Missing Sailor
- 4 septembre ; Inglewood
Live on Blueberry Hill
Blueberry Hill
The Final Statements (Disc 1&2)
- 6 septembre ; Honolulu
In Exotic Honolulu
Holiday in Waikiki
- 8 septembre ; Boston
No License, No Festival
Come Back To Boston
- 19 septembre ; New York
Have You Ever Experienced 2 Shows (Afternoon & Evening)
America Woman
One More For the Road
One More For the Road 2005 Edition
A Bit Frightening
Born to Please
Final Daze

## 1971

### Prélude à la tournéeeuropéenne
- 1er avril ; Londres
BBC

### 2etournéeeuropéenne
- 5 mars ; Belfast
Black Velvet
- 6 mars ; Dublin
Black Velvet
- 5 mai ; Copenhague
K, b
Previous And Novelties

### 7etournéeaméricaine
- 21 août ; Los Angeles
Walk Don't Run
Walk Don't Run L.A. 2 Days
- 22 août ; Los Angeles
Walk Don't Run L.A. 2 Days
- 31 août ; Orlando
Orlando Magic
- 9 septembre ; Hampton
Inspired

### 1retournéejaponaise
- 23 septembre ; Tokyo
Complete Live In Japan LSD
First Attack Of The Rising Sun
- 24 septembre ; Tokyo
Complete Live In Japan LSD
Hard Rock Night
- 27 septembre ; Hiroshima
Complete Live In Japan LSD
- 28 septembre ; Osaka
Complete Live In Japan
- 29 septembre ; Osaka
Complete Live In Japan LSD
929

### 5etournéeanglaise
- 11 novembre ; Newcastle upon Tyne
Transitional Magic
- 16 novembre ; Ipswich
Feelin' Groovy
Feelin' Groovy Definitive Edition
- 25 novembre ; Leicester
Mystical Majesties Request
- 2 décembre ; Bournemouth
Rock And Roll Magic

## 1972

### TournéeAustralieetNouvelle-Zélande
- 25 février ; Auckland
Going To Auckland
- 27 février ; Sydney
Ayers Rock
The Rover's Return (DVD Audio)

### 8etournéeaméricaine
- 25 juin ; Los Angeles
Burn Like A Candle

### 2etournéejaponaise
- 2 octobre ; Tokyo
Complete Live in Japan LSD
- 3 octobre ; Tokyo
Complete Live in Japan LSD
- 4 octobre ; Osaka
Complete Live in Japan LSD
- 5 octobre ; Nagoya
Complete Live in Japan LSD
- 9 octobre ; Osaka
Complete Live in Japan LSD
- 10 octobre ; Osaka
Complete Live in Japan LSD

### 6etournéeanglaise
- 8 décembre ; Manchester
Hard Rock

## 1973

### 6etournéeanglaisesuite
- 7 janvier ; Oxford
Made In england
- 14 janvier ; Liverpool
The Fabulous Four
- 16 janvier ; Aberystwyth
Dedicated To Rizzlers

### 3etournéeeuropéenne
- 16 mars ; Vienne
Wrench In The Works
- 17 mars ; Munich
Sturm Und Drang
Going Down Slow
- 24 mars ; Offenbourg
Custard Pie
- 26 mars ; Lyon (concert inachevé)
Lyon Lions
- 27 mars ; Nancy
Parc des Expositions
- 1er avril ; Paris - Palais des Sports de l'Ile des Vannes (St Ouen)
Vive la France
- 2 avril ; Paris - Palais des Sports de l'Ile des Vannes (St Ouen)
Vive Le Zeppelin

### 9etournéeaméricaine1repartie
- 14 mai ; La Nouvelle-Orléans
New Orleans 73
- 31 mai ; Los Angeles
Bonzo's Birthday Party (TDOLZ)
Bonzo's Birthday Party (SANCTUARY)
- 2 juin ; San Francisco
The Grateful Lead

### 9etournéeaméricaine2epartie
- 12 juillet ; Détroit
Rock'N Roll Ever
- 13 juillet ; Détroit
Monsters Of Rock (Disc 3)
- 17 juillet ; Seattle
V1/2
Monsters Of Rock (Disc1&2)
- 21 juillet ; Providence
LZ Rhoder
- 28 juillet ; New York
The Final Statements (Disc 3,4&5)

## 1975

### 10etournéeaméricaine
- 21 janvier ; Chicago
Luftschiffe
- 12 février ; New York
- Ladies And Gents (Couverture Jaune)
- Flying Circus
- 28 février ; Bâton-Rouge
Freeze! (Couverture R. Plant)
- 5 mars ; Dallas
Live in Dallas - Dallas ; mars 1975
Solid Guitar
- 12 mars ; Long Beach
Taking No Prisoners Tonight
- 17 mars ; Seattle
Dinosaur In Motion (Disc 1,2&3)
- 19 mars ; Vancouver
Interlude Prior To The Crunge
- 21 mars ; Seattle
Dinosaur In Motion (Disc 4,5 6&7)
The Hammer Of The Gods
- 24 mars ; Los Angeles
Get Back to L.A (Disc 1,2&3)
Deep Throat (Disc 1,2&3)
- 25 mars ; Los Angeles
Get Back to L.A (Disc 4,5&6))
Deep Throat (Disc 4,5&6)
- 27 mars ; Los Angeles
Get Back to L.A (Disc 7,8&9)
Deep Throat (Disc 7,8&9)

### Les concertsanglaisà Earls Court
- 17 mai ; Londres
The Complete Earl's Court Arena Tapes I (Coffret EMPRESS VALLEY 22 Disques)
- 18 mai ; Londres
The Complete Earl's Court Arena Tapes II (Coffret EMPRESS VALLEY 22 Disques)
Arabesque & Baroque The Second Night
No Quarter
- 23 mai ; Londres
The Complete Earl's Court Arena Tapes III (Coffret EMPRESS VALLEY 22 Disques)
- 24 mai ; Londres
The Complete Earl's Court Arena Tapes IV (Coffret EMPRESS VALLEY 22 Disques)
The Fourthcoming
Earl's Court Incident
Graf-Zep-March (Couverture Rouge)
- 25 mai ; Londres
The Complete Earl's Court Arena Tapes V (Coffret EMPRESS VALLEY 22 Disques)
Arabesque & Baroque The Final Night

## 1977

### 11etournéeaméricaine
- 27 avril ; Cleveland
The Destroyers (Disc 1,2,3)
The Final Statements (Disc 6,7&8)
- 28 avril ; Cleveland
The Destroyers (Disc 4,5&6)
The Destroyer Storongest Edition
- 26 mai ; Landover
Bringing The House Down
- 19 juin ; Long Beach
California Mystery Train
- 21 juin ; Los Angeles
Out On the Tiles (A Week For Badgeholder L.A. 6 Days Coffret)
Absence/Listen To This, Eddie
Listen To This, Eddie X-Mas edition
- 22 juin ; Los Angeles
Over The Hills And Far Away (A Week For Badgeholder L.A. 6 Days Coffret)
- 23 juin ; Los Angeles
Good Night, Moon Light (A Week For Badgeholder L.A. 6 Days Coffret)
For Badgeholders Only
Sgt Page's Badgeholders Club Band

For badge holders only (L.A. Forum june 1977)
- 25 juin ; Los Angeles
Badgeholders Annual Meeting (A Week For Badgeholder L.A. 6 Days Coffret)
Delirium Treatment (Couverture Page)
Delirium Treatment Promo
- 26 juin ; Los Angeles
That's Alright (A Week For Badgeholder L.A. 6 Days Coffret)
- 27 juin ; Los Angeles
The Legend Of the End (A Week For Badgeholder L.A. 6 Days Coffret)

## 1979

### CopenhagueetKnebworth
- 23 mars ; Copenhague
Copenhagen Warm-Ups (Disc 1,2&3)
- 24 mars ; Copenhague
Copenhagen Warm-Ups (Disc 4,5,6&7)
- 4 août ; Knebworth
Knebworth (Disc 1,2&3)
- 11 août ; Knebworth
Knebworth (Disc4,5&6)
Knebworth Festival

## 1980

### 4etournéeeuropéenne
- 20 juin ; Bruxelles
Chien Noir (Disc 1&2)
- 21 juin ; Rotterdam
Live in Rotterdam
- 23 juin ; Brême
Chien Noir (Disc 3&4)
- 24 juin ; Hanovre
1980-11,12 Binder Tarantura
- 27 juin ; Annemasse
A Week For Badgeholder
- 29 juin ; Zurich
Conquer Europe
- 3 juillet ; Mannheim
1980-23,24 Binder Tarantura
- 7 juillet ; Berlin
Heineken